# Andy Patate
Andy Patate (sinh ngày 118 tháng 6 năm 1989) là một cầu thủ bóng đá người Mauritius thi đấu cho Petite Rivière Noire ở vị trí tiền đạo.

## Sự nghiệp
Anh từng thi đấu bóng đá cho Petite Rivière Noire.
Anh ra mắt quốc tế cho Mauritius năm 2013.